# 古短尾鴗屬
古短尾鴗（學名：Palaeotodus）是一屬已滅絕的短尾鴗科鳥類，化石發現於北美洲和西歐。